# A legforgalmasabb Amtrak-vasútállomások listája

A legforgalmasabb állomások térképe, a színek a forgalom nagyságát mutatják

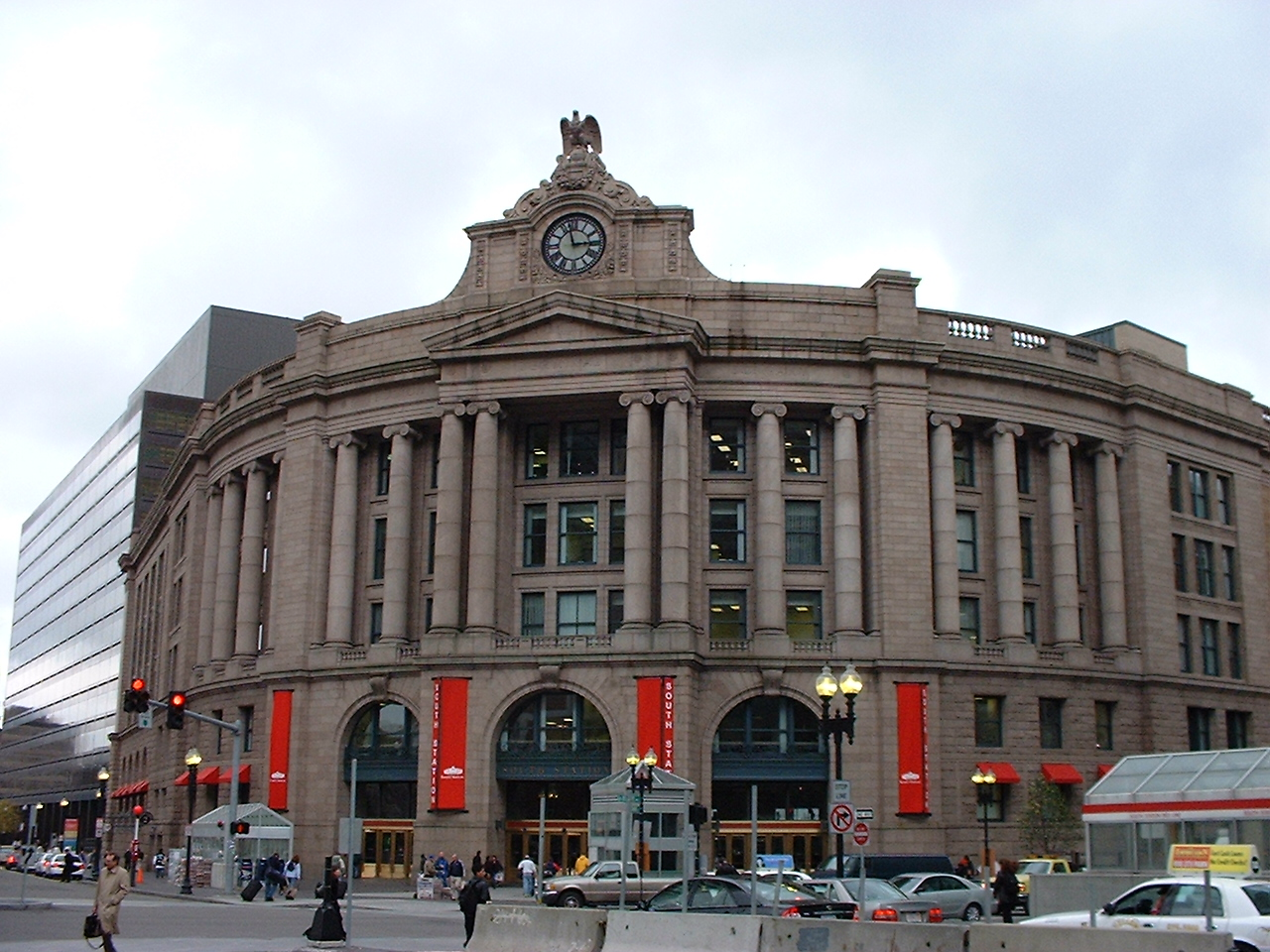
Boston vasútállomása, a Northeast Corridor északi végállomása

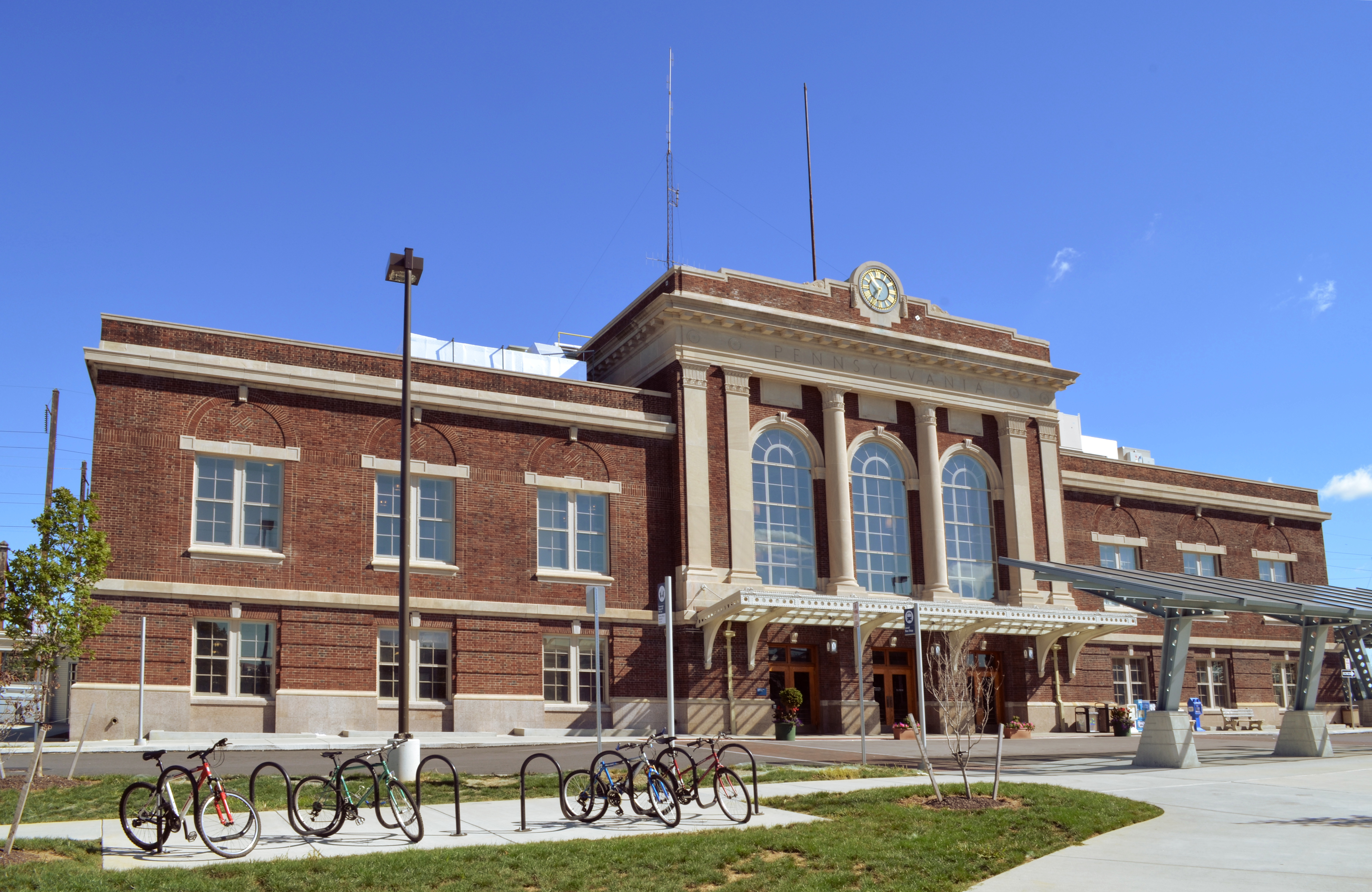
Lancaster állomás, Keystone Service és a Pennsylvanian járat állomása

Ez a lista az amerikai Amtrak vasúttársaság 25 legforgalmasabb vasútállomását sorolja fel.

## A lista
| Helyezés | Állomás                          | Város         | Állam           | Utasszám  |
| -------- | -------------------------------- | ------------- | --------------- | --------- |
| 1        | Penn Station                     | New York City | New York        | 9 556 424 |
| 2        | Union Station                    | Washington    | Washington D.C. | 5 033 392 |
| 3        | 30th Street Station              | Philadelphia  | Pennsylvania    | 4 125 503 |
| 4        | Chicago Union Station            | Chicago       | Illinois        | 3 522 388 |
| 5        | Union Station                    | Los Angeles   | Kalifornia      | 1 643 706 |
| 6        | South Station                    | Boston        | Massachusetts   | 1 434 148 |
| 7        | Sacramento Station               | Sacramento    | Kalifornia      | 1 132 750 |
| 8        | Penn Station                     | Baltimore     | Maryland        | 1 065 576 |
| 9        | Albany–Rensselaer                | Rensselaer    | New York        | 764 898   |
| 10       | Union Station                    | New Haven     | Connecticut     | 745 530   |
| 11       | Wilmington Station               | Wilmington    | Delaware        | 738 313   |
| 12       | BWI Rail Station                 | Linthicum     | Maryland        | 710 513   |
| 13       | Santa Fe Depot (Union Station)   | San Diego     | Kalifornia      | 686 953   |
| 14       | Providence Station               | Providence    | Rhode Island    | 660 267   |
| 15       | Penn Station                     | Newark        | New Jersey      | 656 822   |
| 16       | Union Station                    | Portland      | Oregon          | 652 455   |
| 17       | King Street Station              | Seattle       | Washington      | 640 054   |
| 18       | Milwaukee Intermodal Station     | Milwaukee     | Wisconsin       | 617 153   |
| 19       | Emeryville                       | Emeryville    | Kalifornia      | 598 859   |
| 20       | Lancaster                        | Lancaster     | Pennsylvania    | 578 731   |
| 21       | Harrisburg Transportation Center | Harrisburg    | Pennsylvania    | 571 940   |
| 22       | Bakersfield                      | Bakersfield   | Kalifornia      | 546 439   |
| 23       | Back Bay                         | Boston        | Massachusetts   | 540 770   |
| 24       | North Station                    | Boston        | Massachusetts   | 475 447   |
| 25       | Martinez                         | Martinez      | Kalifornia      | 473 836   |